# Marie Ottmann

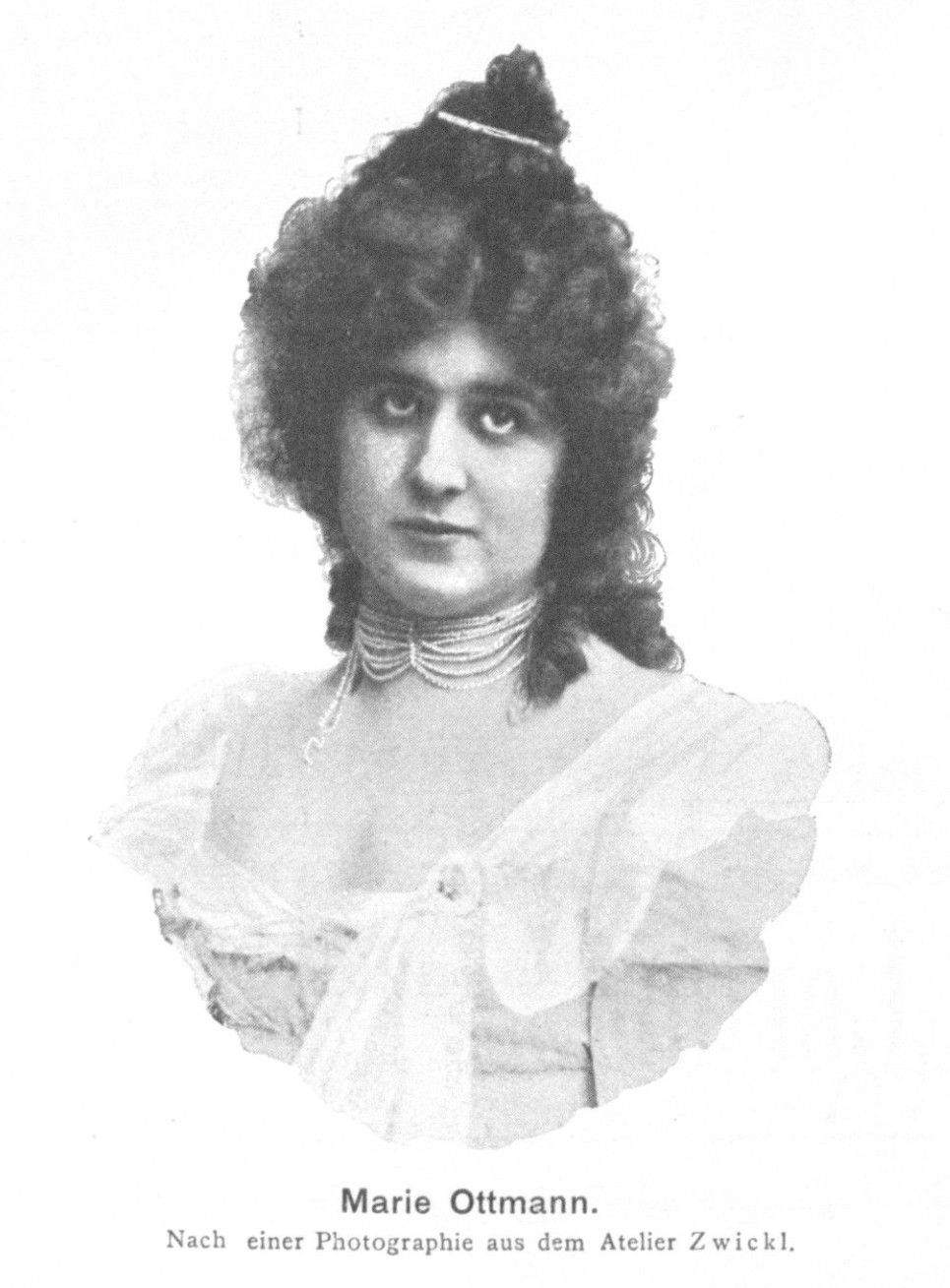
Marie Ottmann im Jahre 1901

Marie Ottmann, verheiratete Marie Stefanides (18. September 1876 in Wien – nach 1913) war eine österreichische Operettensängerin (Sopran).

## Leben
Die Tochter eines Fleischhauermeisters wurde von Betty von Bocklet gesanglich ausgebildet und begann 1892 in Hall ihre Bühnenlaufbahn. Hierauf wirkte sie in Salzburg-Ischl 1893, in Marienbad und trat 1895 in den Verband des Theaters an der Wien, wo sie bis 1900 in erster Stellung verblieb. Seit dieser Zeit erschien die Künstlerin zumeist nur als Gast an hervorragenden Operettenbühnen, so dem Residenztheater in Dresden, Carl-Schultze-Theater in Hamburg, Friedrich Wilhelmstädtisches Theater Berlin und anderen 1899 wurde sie eingeladen, am Wiener Hofoperntheater die „Rosalinde“ in der „Fledermaus“ zu singen. Johann Strauss dirigierte diese (seine auch letzte) Vorstellung.
Ottmann trat im Theater des Westens in  Die lustige Witwe vom 24. März 1906 bis 19. April 1907 auf und war in darauffolgenden Operetten dort zu sehen.
Wahrscheinlich ist Marie Ottmann bei einem Theaterbrand im Theater des Westens 1912 verunglückt.
Sie war verheiratet mit dem Kapellmeister Alexander Stefanides.
Ottmann stand 1944 in der Gottbegnadeten-Liste des Reichsministeriums für Volksaufklärung und Propaganda.